# Membrii NATO

Membri NATO (în albastru)

Membri NATO (după ani)

Organizația Tratatului Atlanticului de Nord (abreviat NATO în engleză și OTAN în franceză) este o alianță politico-militară stabilită în 1949, prin Tratatul Atlanticului de Nord semnat în Washington la 4 aprilie 1949. Actualmente cuprinde 32 state din Europa, Asia și America de Nord.
Alianța s-a format din state independente, interesate în menținerea păcii și apărarea propriei independențe prin solidaritate politică și printr-o forță militară defensivă corespunzătoare, capabilă să descurajeze și, dacă ar fi necesar, să raspundă tuturor formelor probabile de agresiune îndreptată împotriva ei sau a statelor membre. Inițial, aceste state au fost: Belgia, Canada, Danemarca, Franța, Islanda, Italia, Luxemburg, Marea Britanie, Norvegia, Portugalia, Olanda si SUA. La 18 februarie 1952, au aderat la tratat Grecia si Turcia, iar la 6 mai 1955, RFG a devenit membră NATO.
La constituirea ei, ideea de baza a alianței, menținută timp de peste 50 de ani, era aceea a realizării unei apărări comune, credibile și eficiente. În acest sens, în articolul 5 al Tratatului se specifică: „Părțile convin că un atac armat împotriva uneia sau a mai multora dintre ele în Europa sau în America de Nord va fi considerat ca un atac împotriva tuturor și, în consecință, dacă se va produce un asemenea atac armat, fiecare dintre ele, exercitând dreptul său individual sau colectiv la autoaparare, recunoscut de articolul 51 al Cartei Națiunilor Unite, va da asistență Părții sau Părților atacate, prin luarea în consecință, individual și concertat cu celelalte părți, a acelor măsuri ce vor fi considerate necesare, inclusiv folosirea forței armate, pentru a restaura și a menține securitatea zonei Nord-Atlantice.”
Această frază s-a referit la început la cazul în care URSS ar fi lansat un atac împotriva aliațiilor europeni ai Statelor Unite, în urma căruia SUA ar fi trebuit să trateze Uniunea Sovietică ca și cum ar fi fost atacată ea însăși. Totuși temuta invazie sovietică din Europa nu a mai venit. În schimb, fraza a fost folosită pentru prima dată în istoria tratatului la 12 septembrie 2001 drept răspuns la Atentatele din 11 septembrie 2001.

## State membre
| Data              | Țara                       | Expansiunea | Note |
| ----------------- | -------------------------- | ----------- | --- |
| 4 aprilie 1949    | Belgia                     | Fondatori   | |
| 4 aprilie 1949    | Canada                     | Fondatori   | [ 1 ] |
| 4 aprilie 1949    | Danemarca                  | Fondatori   | |
| 4 aprilie 1949    | Statele Unite ale Americii | Fondatori   | |
| 4 aprilie 1949    | Franța                     | Fondatori   | Franța s-a retras din structurile NATO în 1966, în timpul mandatului lui Charles de Gaulle, și a revenit în 2009 în timpul președinției lui Nicolas Sarkozy.                                                                                                   |
| 4 aprilie 1949    | Islanda                    | Fondatori   | Islanda este singura țară membră care nu deține forțe militare (apărarea este asigurată de Forțele de Apărare Islandeze, care sunt conduse de Statele Unite și își au baza la Keflavík); ea s-a aliat cu condiția de a nu participa la nici un conflict armat. |
| 4 aprilie 1949    | Italia                     | Fondatori   | |
| 4 aprilie 1949    | Luxemburg                  | Fondatori   | |
| 4 aprilie 1949    | Norvegia                   | Fondatori   | |
| 4 aprilie 1949    | Țările de Jos              | Fondatori   | |
| 4 aprilie 1949    | Portugalia                 | Fondatori   | |
| 4 aprilie 1949    | Regatul Unit               | Fondatori   | |
| 18 februarie 1952 | Grecia                     | Prima       | Grecia și-a retras trupele din structurile NATO între 1974 și 1980 din cauza tensiunilor dintre Grecia și Turcia din 1974. |
| 18 februarie 1952 | Turcia                     | Prima       | |
| 9 mai 1955        | Germania                   | A doua      | Germania s-a numit Republica Federală Germania din 1955 și până la unificarea din 1990 cu Republica Democrată Germană. |
| 30 mai 1982       | Spania                     | A treia     | La 12 martie 1986 a avut loc referendumul popular pentru aderarea la NATO. |
| 12 martie 1999    | Ungaria                    | A patra     | |
| 12 martie 1999    | Polonia                    | A patra     | |
| 12 martie 1999    | Cehia                      | A patra     | |
| 29 martie 2004    | Bulgaria                   | A cincea    | |
| 29 martie 2004    | Slovacia                   | A cincea    | |
| 29 martie 2004    | Slovenia                   | A cincea    | |
| 29 martie 2004    | Estonia                    | A cincea    | |
| 29 martie 2004    | Letonia                    | A cincea    | |
| 29 martie 2004    | Lituania                   | A cincea    | |
| 29 martie 2004    | România                    | A cincea    | |
| 1 aprilie 2009    | Croația                    | A șasea     | |
| 1 aprilie 2009    | Albania                    | A șasea     | |
| 5 iunie 2017      | Muntenegru                 | A șaptea    | |
| 27 martie 2020    | Macedonia de Nord          | A opta      | |
| 4 aprilie 2023    | Finlanda                   | A noua      | |
| 7 martie 2024     | Suedia                     | A zecea     | |

Grecia și Turcia s-au alăturat alianței în februarie 1952. Germania a aderat ca Germania de Vest în 1955, iar unificarea germană din 1990 a extins participarea Germaniei cu regiunile Germaniei de Est. Spania a fost admisă la 30 mai 1982, iar fostele țări semnatare ale Pactului de la Varșovia au aderat fie la 12 martie 1999 (Polonia, Ungaria și Cehia), fie în anul 2004 (România, Slovenia, Slovacia, Estonia, Letonia, Lituania și Bulgaria). La 1 aprilie 2009 au aderat la NATO Albania și Croația, la 5 iunie 2017 Muntenegru, la 27 martie 2020 Macedonia de Nord, la 4 aprilie 2023 Finlanda, iar la 7 martie 2024 Suedia au finalizat formalitățile de aderare.
Franța s-a retras din comanda militară în 1966, dar a revenit în 2009. Islanda, singura țară membră NATO care nu are o forță militară proprie, s-a alăturat organizației cu condiția de a nu fi obligată să participe la război.

## Cheltuieli militare
Statele Unite au cheltuieli mai mari de apărare decât toți ceilalți membri. Critica organizației de către fostul președinte american Donald Trump a provocat diverse reacții din partea unor figuri politice americane și europene, de la ridicol la panică. Un studiu al Centrului de Cercetare Pew din 2016 printre statele sale membre, a arătat că, în timp ce majoritatea țărilor au privit pozitiv NATO, majoritatea membrilor NATO preferau să își mențină cheltuielile militare la fel. Răspunsul la întrebarea dacă țara lor ar trebui să ajute în mod militar altă țară NATO dacă ar intra într-un conflict militar grav cu Rusia a fost, de asemenea, divers. Numai în SUA și în Canada au răspuns mai mult de 50% dintre persoane că ar trebui.
| Țara                       | Capitala         | Populația (2016 est.) | PIB (nominal) (2015, milioane USD) | Cheltuieli militare (2017, milioane USD) | Cheltuieli militare (2017, % din PIB) | Cheltuieli de apărare, (2014, USD pe cap de locuitor) | Total militar (2017) |
| -------------------------- | ---------------- | --------------------- | ---------------------------------- | ---------------------------------------- | ------------------------------------- | ----------------------------------------------------- | -------------------- |
| Albania                    | Tirana           | 3,038,594             | 11,543                             | 145                                      | 1.10                                  | 42.2                                                  | 6,800                |
| Belgia                     | Bruxelles        | 11,409,077            | 454,687                            | 4,458                                    | 0.90                                  | 468                                                   | 28,000               |
| Bulgaria                   | Sofia            | 7,144,653             | 48,957                             | 871                                      | 1.53                                  | 116                                                   | 25,000               |
| Canada                     | Ottawa           | 35,362,905            | 1,552,386                          | 21,275                                   | 1.29                                  | 492                                                   | 73,000               |
| Croația                    | Zagreb           | 4,313,707             | 48,850                             | 690                                      | 1.26                                  | 204                                                   | 15,000               |
| Cehia                      | Praga            | 10,644,842            | 181,858                            | 2,249                                    | 1.05                                  | 189                                                   | 24,000               |
| Danemarca                  | Copenhaga        | 5,593,785             | 294,951                            | 3,802                                    | 1.17                                  | 796                                                   | 17,000               |
| Estonia                    | Tallinn          | 1,258,545             | 22,704                             | 538                                      | 2.08                                  | 392                                                   | 6,200                |
| Finlanda                   | Helsinki         | 5,566,000             | 267,61                             | 5,287                                    |                                       |                                                       |                      |
| Franța                     | Paris            | 66,836,154            | 2,421,560                          | 45,927                                   | 1.79                                  | 964                                                   | 209,000              |
| Germania                   | Berlin           | 80,722,792            | 3,413,483                          | 45,472                                   | 1.24                                  | 562                                                   | 180,000              |
| Grecia                     | Atena            | 10,773,253            | 195,320                            | 4,737                                    | 2.36                                  | 479                                                   | 106,000              |
| Ungaria                    | Budapesta        | 9,874,784             | 120,636                            | 1,464                                    | 1.06                                  | 118                                                   | 19,000               |
| Islanda                    | Reykjavík        | 335,878               | 16,718                             | 4.5                                      | a                                     | 14.2                                                  | 0a                   |
| Italia                     | Roma             | 62,007,540            | 1,815,757                          | 23,369                                   | 1.12                                  | 506                                                   | 181,000              |
| Letonia                    | Riga             | 1,965,686             | 27,048                             | 529                                      | 1.75                                  | 150                                                   | 5,700                |
| Lituania                   | Vilnius          | 2,854,235             | 41,267                             | 814                                      | 1.73                                  | 126                                                   | 13,000               |
| Luxembourg                 | Luxemburg        | 582,291               | 57,423                             | 288                                      | 0.46                                  | 594                                                   | 800                  |
| Macedonia de Nord          | Skopje           | 2,125,971             | 13,330                             | 108                                      | 1.09                                  | 51                                                    | 7200                 |
| Muntenegru                 | Podgorica        | 623,000               | 3,900                              | 74                                       | 1.58                                  | 60                                                    | 1700                 |
| Țările de Jos              | Amsterdam        | 17,016,967            | 738,419                            | 9,765                                    | 1.15                                  | 600                                                   | 41,000               |
| Norvegia                   | Oslo             | 5,265,158             | 389,482                            | 6,698                                    | 1.62                                  | 1,328                                                 | 20,000               |
| Polonia                    | Varșovia         | 38,523,261            | 474,893                            | 10,337                                   | 1.99                                  | 275                                                   | 111,000              |
| Portugalia                 | Lisabona         | 10,833,816            | 199,077                            | 2,824                                    | 1.31                                  | 396                                                   | 26,000               |
| România                    | București        | 21,599,736            | 177,315                            | 3,658                                    | 1.80                                  | 118                                                   | 60,000               |
| Slovacia                   | Bratislava       | 5,445,802             | 86,629                             | 1,129                                    | 1.19                                  | 180                                                   | 12,000               |
| Slovenia                   | Ljubljana        | 1,978,029             | 42,768                             | 478                                      | 0.98                                  | 233                                                   | 6,800                |
| Spania                     | Madrid           | 48,563,476            | 1,199,715                          | 12,074                                   | 0.92                                  | 270                                                   | 121,000              |
| Turcia                     | Ankara           | 80,274,604            | 733,642                            | 12,118                                   | 1.48                                  | 298                                                   | 387,000              |
| Regatul Unit               | Londra           | 64,430,428            | 2,849,345                          | 55,237                                   | 2.12                                  | 952                                                   | 135,560              |
| Statele Unite ale Americii | Washington, D.C. | 327,465,000           | 20,365,875                         | 685,957                                  | 3.57                                  | 1,891                                                 | 1,320,000            |
| NATO                       | Bruxelles        | 934,771,497           | 36,224,831                         | 965,570                                  | 2.9                                   | 934                                                   | 3,170,200            |